# Live 8

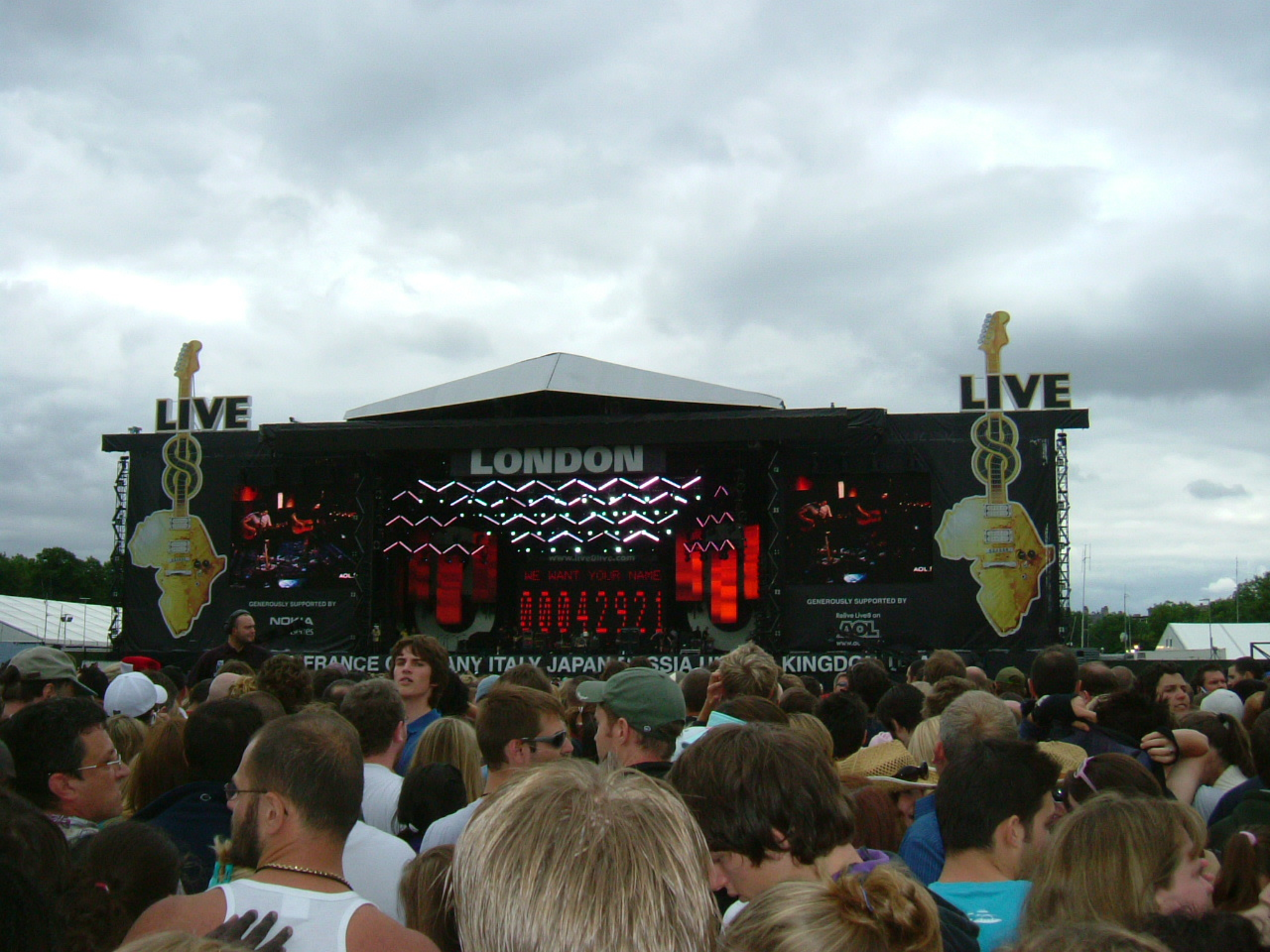
Koncert Live 8 v londýnském Hyde Parku

Live 8 byla série benefičních koncertů zorganizovaných Bobem Geldofem a hudebníkem Midgem Urem, které se uskutečnily 2. července 2005 v Londýně, Paříži, Berlíně, Římě, Philadelphii, Ontariu, Tokiu, Johannesburgu, Moskvě, Cornwallu a 6. července také v Edinburghu, dvacet let po obdobné akci s názvem Live Aid a dva roky před tím, než se opět udála podobná akce, rovněž s podobným názvem Live Earth. Ta se uskutečnila formou 9 koncertů na různých světových kontinentech 7. července 2007.

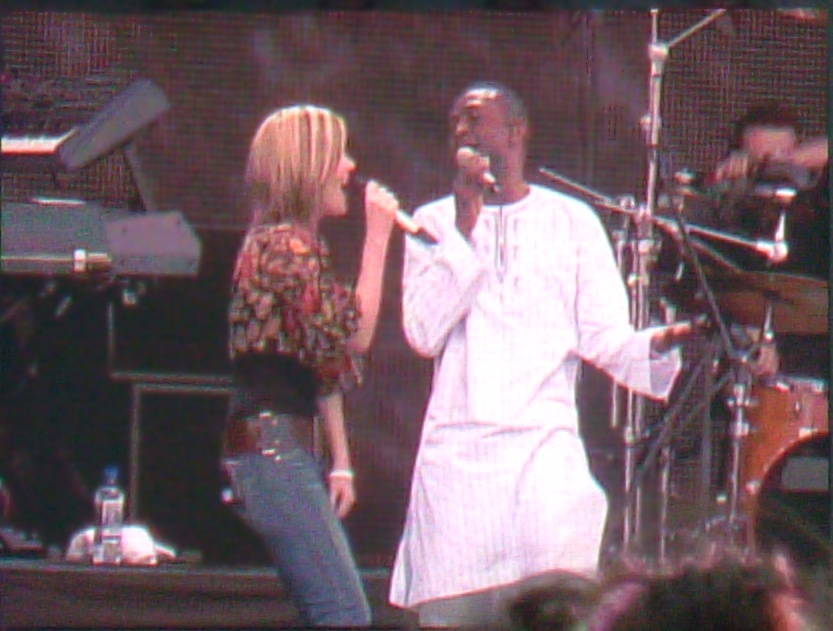
Dido a Youssou N'Dour koncertují v Hyde Parku

Na koncertech po celém světě vystoupilo 1250 hudebníků a 150 kapel. Jejich vystoupení vysílalo 182 televizních stanic a přes 2000 rádií. Akce byla načasována tak, aby předcházela summitu skupiny G8 ve Skotsku, který se odehrál 6. až 8. července 2005 a na kterém se jednalo o pomoci rozvojovým zemím.
Na koncertech Live 8 vystoupila řada slavných kapel a umělců, například Linkin Park, U2, Paul McCartney, R.E.M., Coldplay, Madonna, Robbie Williams, Pink Floyd, Zucchero, Dido, Green day a mnoho dalších. Na londýnském koncertě vystoupila kapela Pink Floyd poprvé po 24 letech v sestavě s Rogerem Watersem.
Koncert byl živě vysílán Českou televizí, komentoval jej publicista Jan Rejžek.